# 约翰·卢卡斯·舍恩来因
约翰·卢卡斯·舍恩来因（旧译：许兰，1793年11月30日—1864年1月23日），德国医师。他试图证明医学是一门自然科学，从而有助于建立临床医学教学和实践的现代方法。
首次发表结核病（德語：Tuberkulose）这一名称。
1835年，羅伯特·雷馬克首次签定了黄癣（Favus，蜂窝癣）致病菌许兰毛癣菌（Trichophyton schoenleinii），但他没有立即发表而是把结果交给舍恩来因，后者发表了关于这个致病菌的结果。因此，许兰毛癣菌的发现要归功于羅伯特·雷馬克与舍恩来因，还有另一位匈牙利籍法国皮肤病医师大卫·格鲁比，他在1841年发白论文证实了羅伯特·雷馬克与舍恩来因的结果。